# HD186543
HD186543 — хімічно пекулярна зоря спектрального класу A4, що має видиму зоряну величину в смузі V приблизно  5,3.
Вона  розташована на відстані близько 170,0 світлових років від Сонця.